# Couze (Dordogne)
Die Couze ist ein Fluss in Frankreich, der im Département Dordogne in der Region Nouvelle-Aquitaine verläuft. Sie entspringt im Gemeindegebiet von Saint-Pardoux-et-Vielvic, entwässert generell in nordwestlicher Richtung und mündet nach rund 30 Kilometern unterhalb von Couze-et-Saint-Front als linker Nebenfluss in die Dordogne.

## Orte am Fluss
- Bouillac
- Montferrand-du-Périgord
- Bayac
- Couze-et-Saint-Front